# Levanger (plaats)
Levanger is een plaats in de gelijknamige gemeente in de Noorse provincie Trøndelag. Levanger telt 8.681 inwoners (2007) en heeft een oppervlakte van 5,71 km². Levanger is gelegen aan de oostelijke oever van het Trondheimfjord bij de monding van de rivier Levangselva. In de stad bevindt zich een vestiging van de Nord Universiteit.

## Geboren in Levanger
- Helge Klæstad (1885-1965), diplomaat en rechter
- Sveinung Aarnseth (1933-2019), voetballer
- Marit Breivik (1955), handbalster
- Sture Sivertsen (1966), langlaufer
- Knut Knudsen (1972), baanwielrenner
- Frode Haltli (1975), accordeonist
- Ingrid Bolsø Berdal (1980), actrice
- Andreas Stjernen (1988), schansspringer
- Lotte Lie (1995), Biatleet

## Foto's

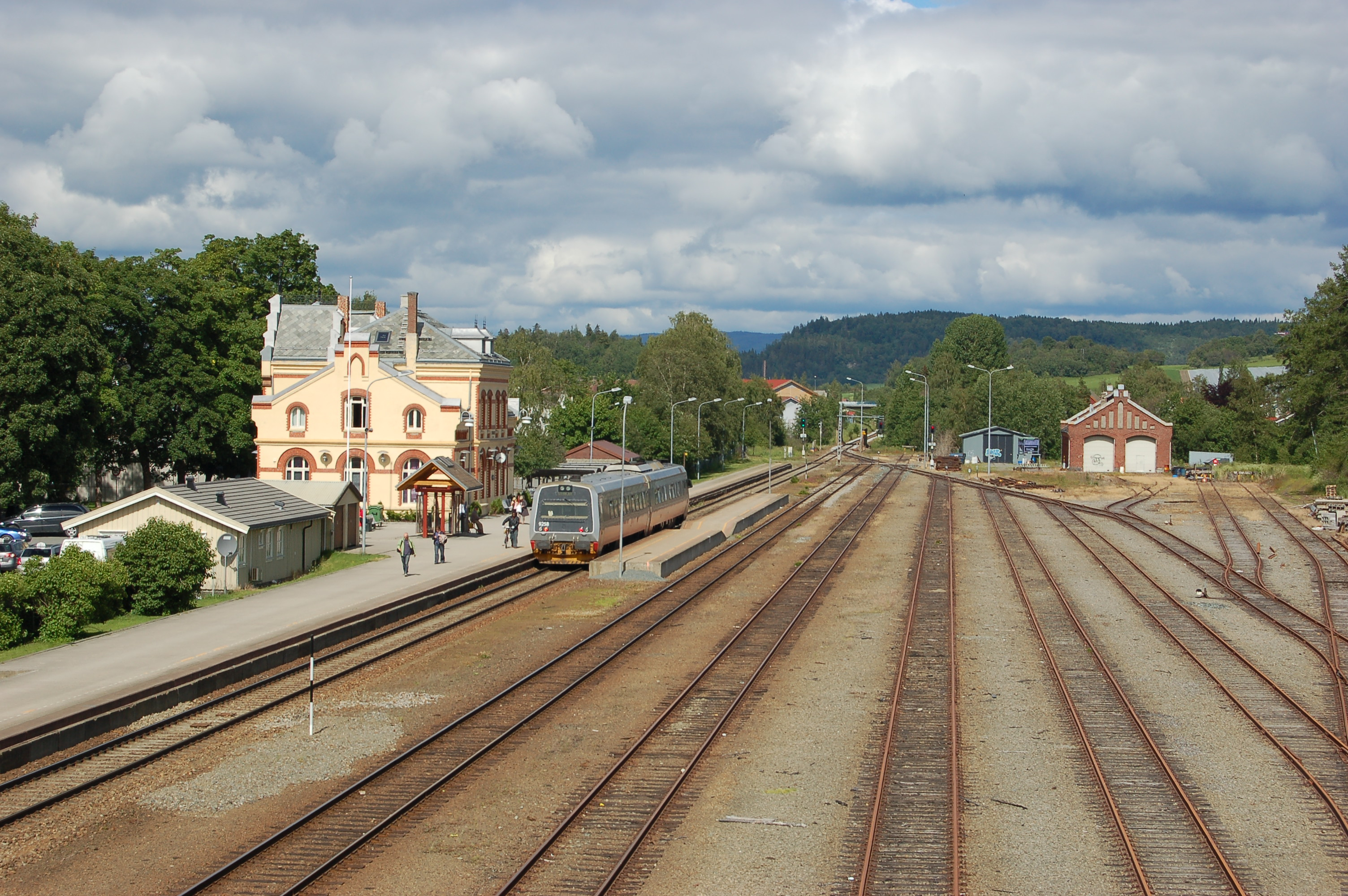
Station Levanger
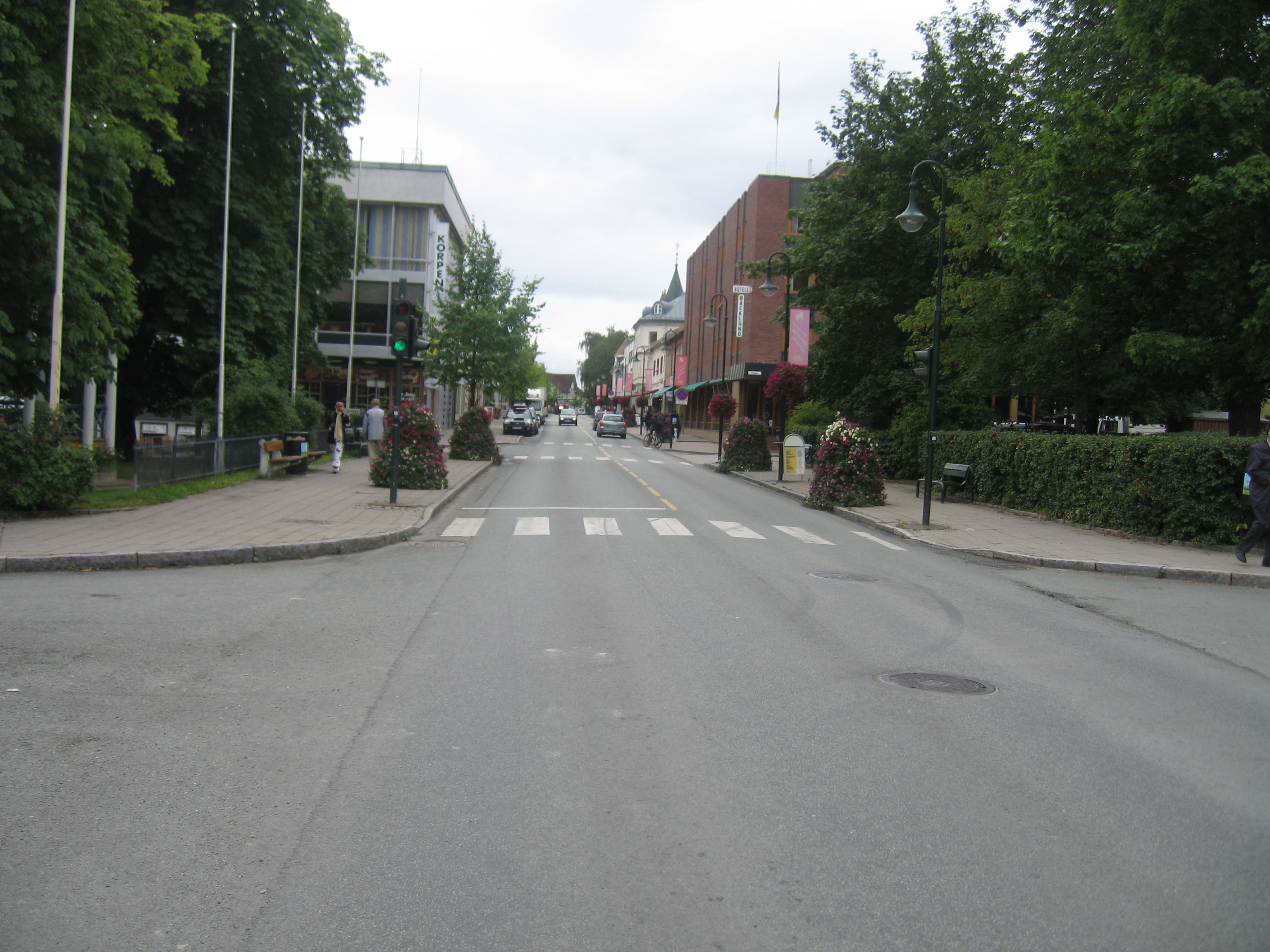
Kirkegata
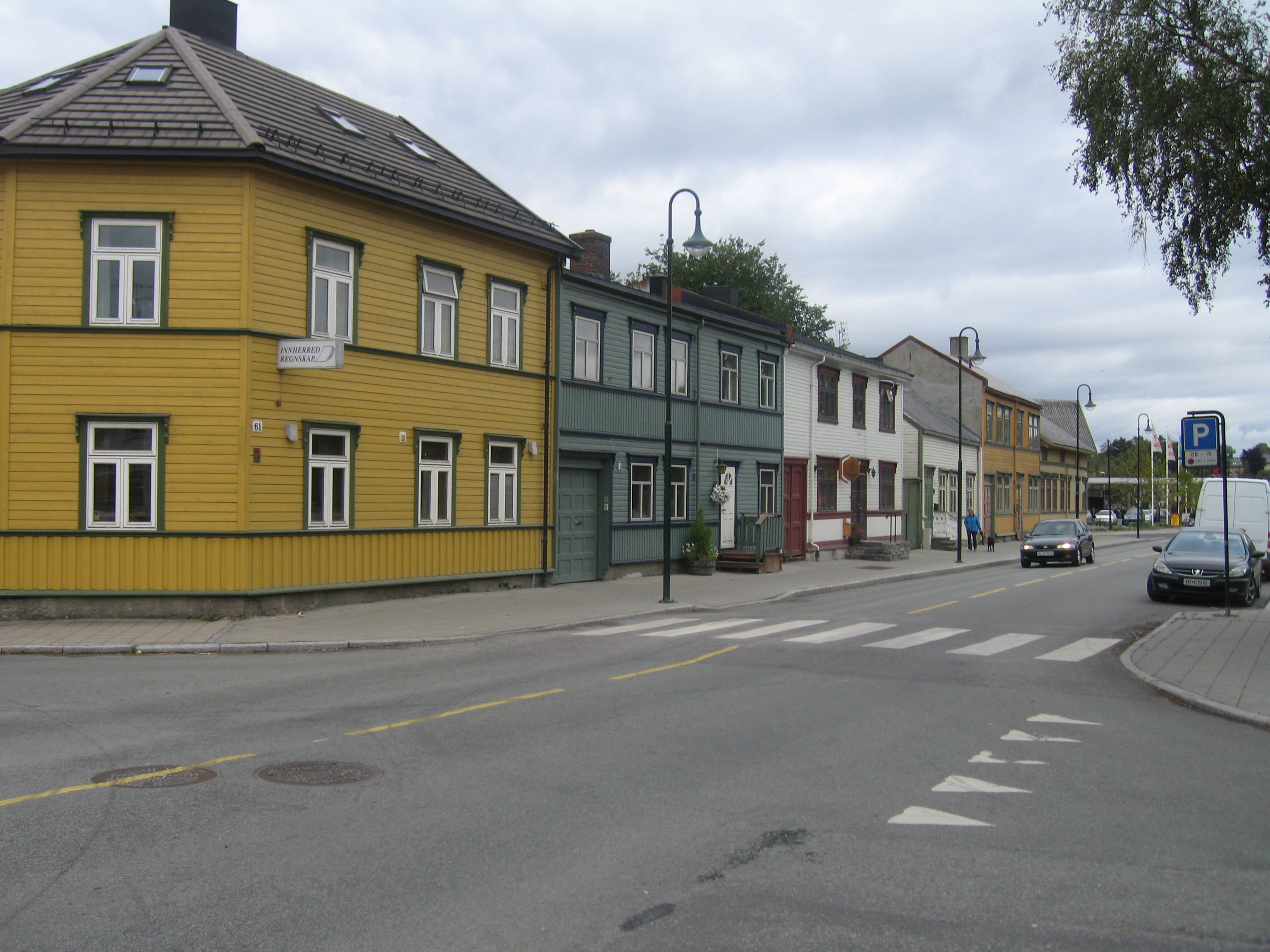
Kirkegata
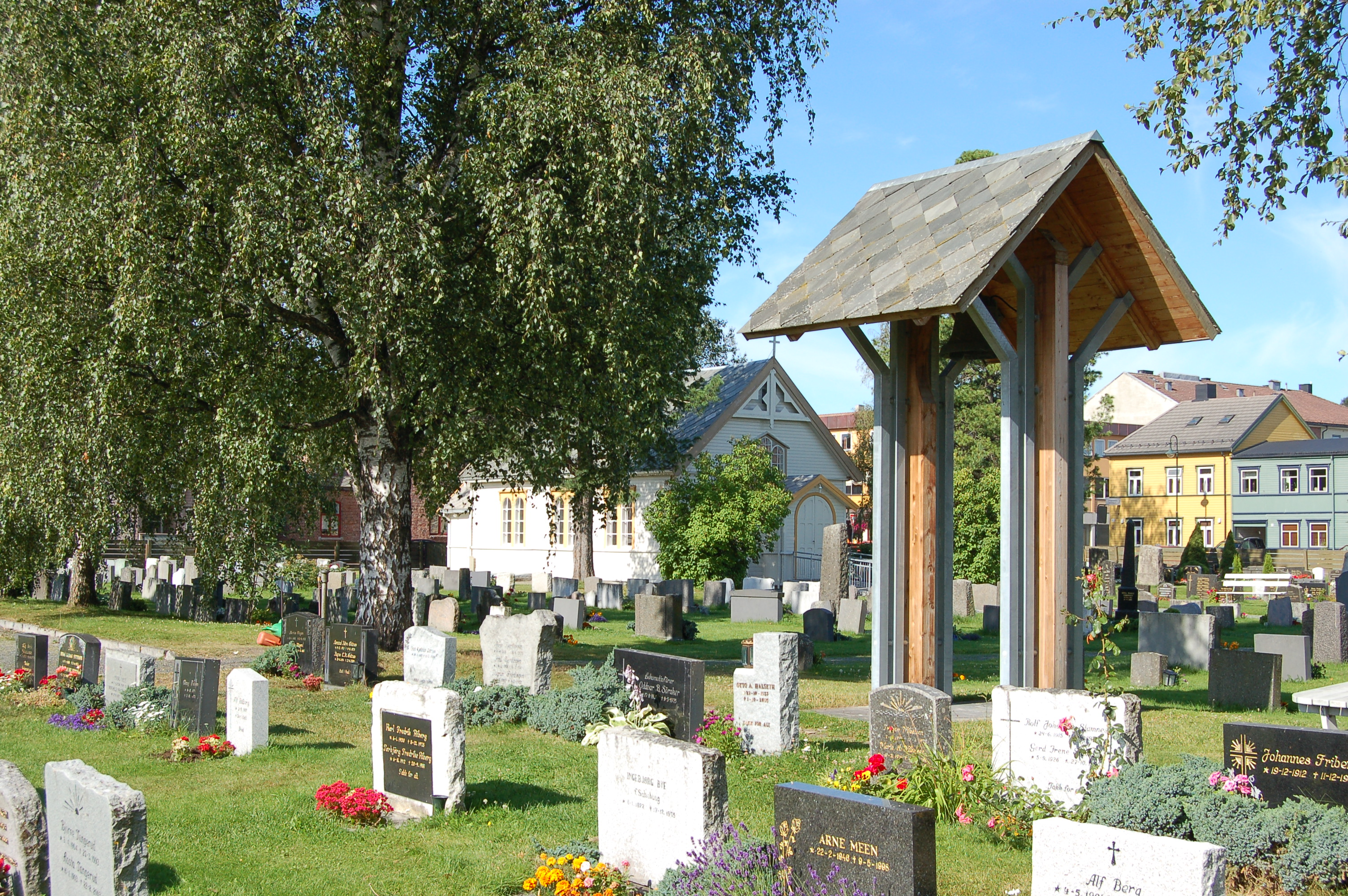
Kerkhof
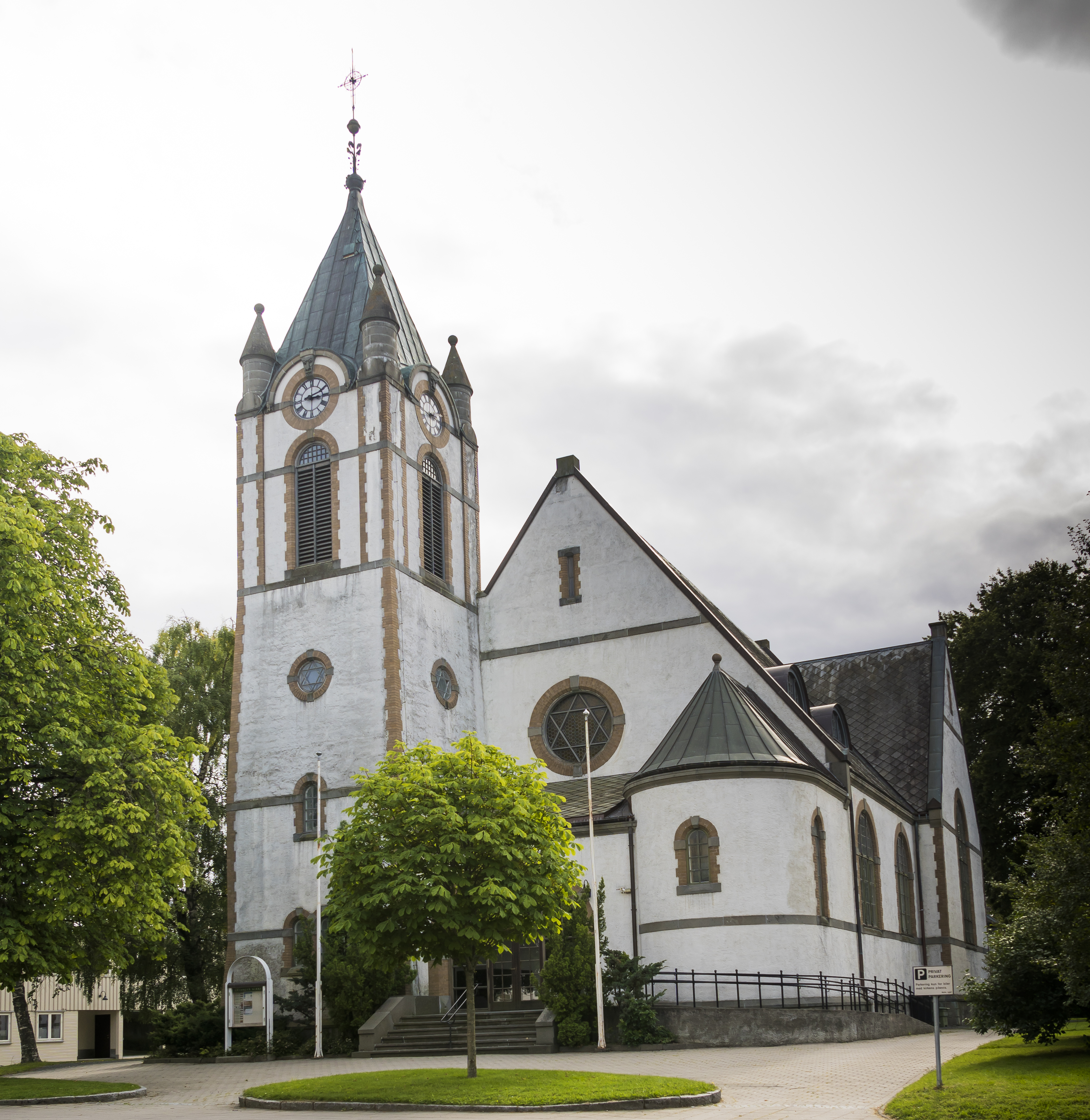
Kerk van Levanger
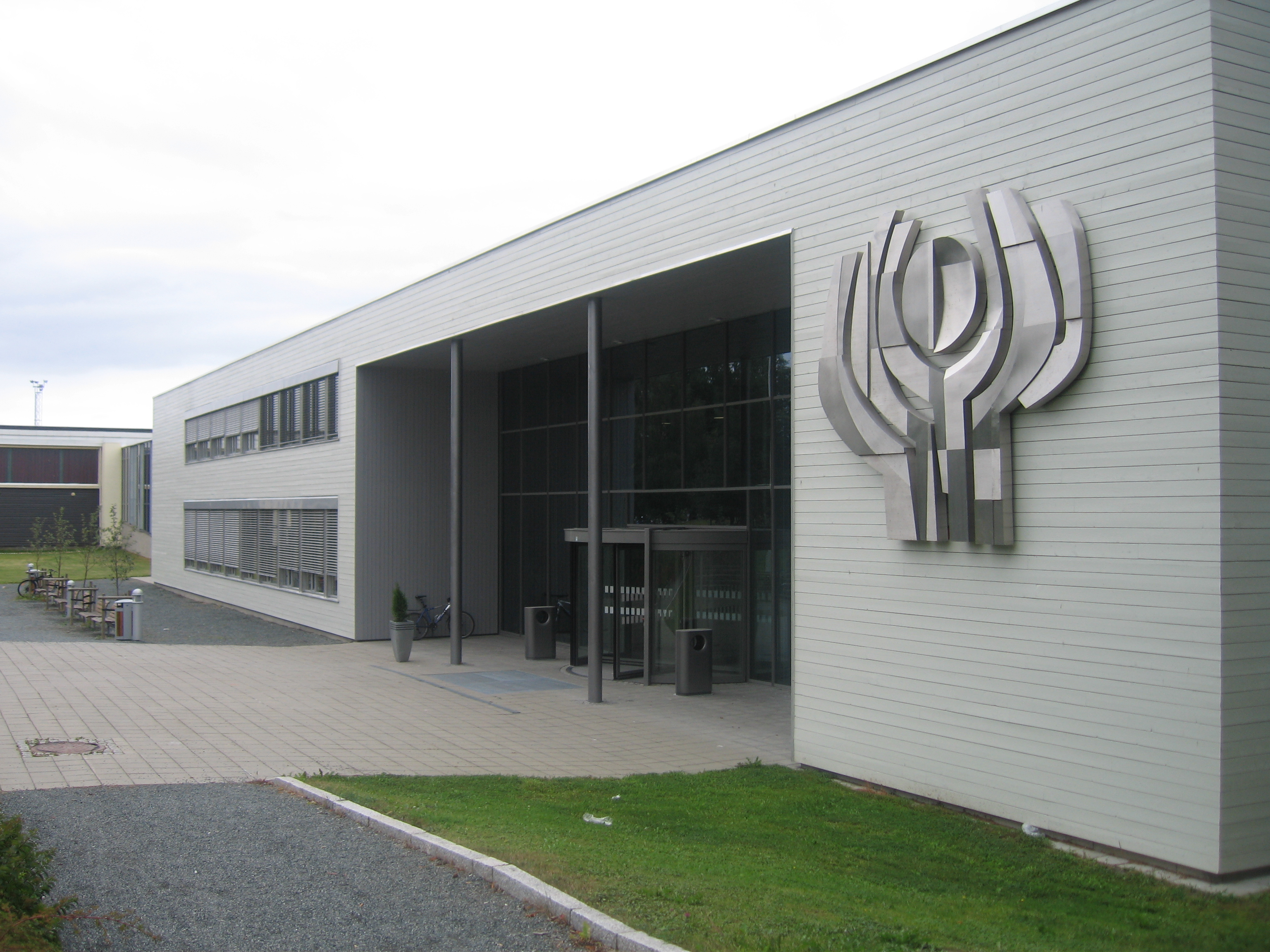
School
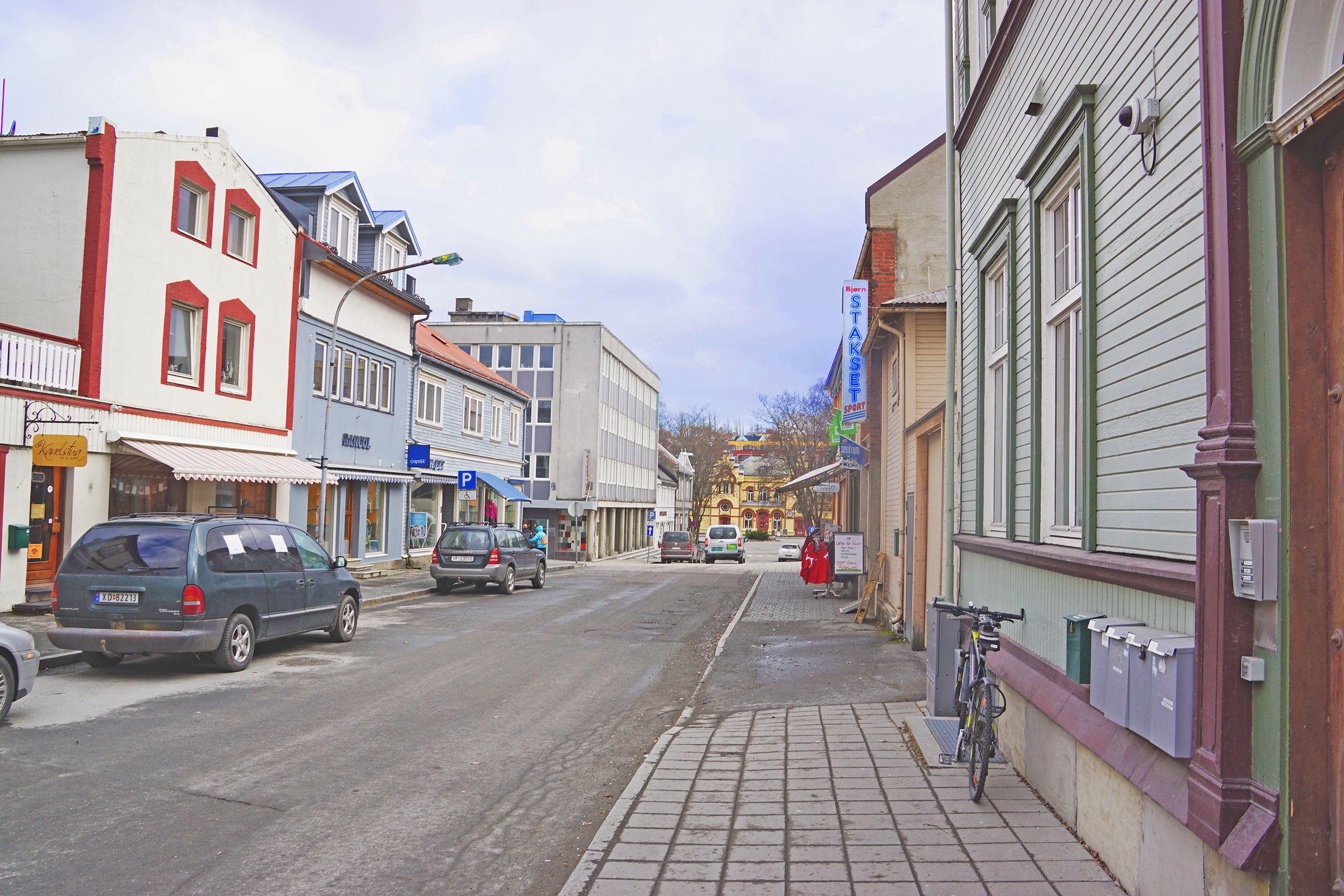
Sverres gate
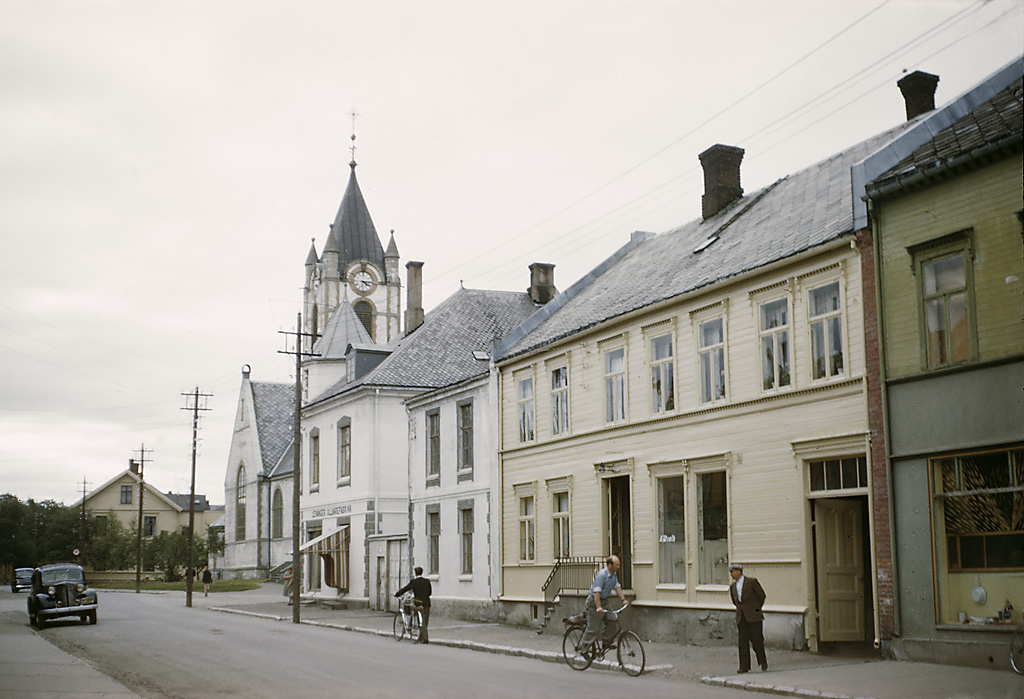
Straat in Levanger